# Стайкурас, Христос
Христос Стайкурас (греч. Χρήστος Σταϊκούρας; род. 12 августа 1973, Ламия) — греческий политик, экономист, депутат Парламента Греции, в 2019–2023 годах министр финансов, с 2023 года министр инфраструктуры и транспорта.

## Биография
В 1991 году окончил общий лицей в районе Кипсели в Афинах. В 1996 году окончил школу машиностроения Афинского национального технического университета, а в 1997 году получил степень магистра бизнес-администрирования в Имперском колледже Лондона. В 2001 году получил докторскую степень в области банковского дела в Лондонском городском университете. Работал в сфере бизнеса, в том числе в качестве аналитика в Eurobank Ergasias. Также занимался академической деятельностью в качестве преподавателя экономики в различных греческих университетах.
В 2007 году стал членом центрального комитета и политического комитета «Новой демократии». В том же году впервые избран членом Парламента Греции по избирательному округу Фтиотида. Успешно переизбирался на парламентских выборах в 2009 году, мае 2012 года, июне 2012 года, январе 2015 года, сентябре 2015 года, 2019 году, мае 2023 года и июне 2023 года.
С июня 2012 года по январь 2015 года был заместителем министра финансов в кабинете Антониса Самараса. Затем стал координатором Новой демократии по экономическим вопросам. В июле 2019 года новый премьер-министр Кириакос Мицотакис назначил его министром финансов; Стайкурас занимал эту должность до мая 2023 года. В июне 2023 года во втором правительстве Кириакоса Мицотакиса занял пост министра инфраструктуры и транспорта.